# Malcolmochthonius malcolmi
Espèce
Malcolmochthonius malcolmi est une espèce de pseudoscorpions de la famille des Chthoniidae.

## Distribution
Cette espèce est endémique des États-Unis. Elle se rencontre en Oregon et en Californie.

## Étymologie
Cette espèce est nommée en l'honneur de David Robert Malcolm.

## Publication originale
- Benedict, 1978 : A new pseudoscorpion genus Malcolmochthonius n.g., with three new species from the western United States. Transactions of the American Microscopical Society, vol. 97, no 4, p. 250-255.